# Ophiolepis affinis
Ophiolepis affinis är en ormstjärneart som beskrevs av Studer 1882. Ophiolepis affinis ingår i släktet Ophiolepis och familjen Ophiolepididae. Inga underarter finns listade i Catalogue of Life.